# Swift Trail Junction
Swift Trail Junction és una concentració de població designada pel cens dels Estats Units a l'estat d'Arizona. Segons el cens del 2000 tenia 2.195 habitants.

## Demografia
Segons el cens del 2000, Swift Trail Junction tenia 2.195 habitants, 499 habitatges, i 349 famílies La densitat de població era de 179,6 habitants/km².
Dels 499 habitatges en un 33,9% hi vivien nens de menys de 18 anys, en un 56,9% hi vivien parelles casades, en un 8,8% dones solteres, i en un 29,9% no eren unitats familiars. En el 24,6% dels habitatges hi vivien persones soles el 9,4% de les quals corresponia a persones de 65 anys o més que vivien soles. El nombre mitjà de persones vivint en cada habitatge era de 2,56 i el nombre mitjà de persones que vivien en cada família era de 3,07.
Per edats la població es repartia de la següent manera: un 16,1% tenia menys de 18 anys, un 10,2% entre 18 i 24, un 43,6% entre 25 i 44, un 20,7% de 45 a 60 i un 9,3% 65 anys o més.
L'edat mediana era de 35 anys. Per cada 100 dones de 18 o més anys hi havia 285,4 homes.
La renda mediana per habitatge era de 28.393 $ i la renda mediana per família de 29.762 $. Els homes tenien una renda mediana de 14.901 $ mentre que les dones 18.750 $. La renda per capita de la població era d'11.731 $. Aproximadament el 10,4% de les famílies i el 13,8% de la població estaven per davall del llindar de pobresa.

## Poblacions més properes
El següent diagrama mostra les poblacions més properes.